# The Music Group
The Music Group war ein multinationaler Konzern, zu dessen Unternehmen mehrere bedeutende europäische Hersteller von Musikinstrumenten zählten.
The Music Group wurde 2003 aus dem vormaligen Mischkonzern Boosey & Hawkes ausgegliedert, der sich seither auf das Kerngeschäft als Musikverlag konzentriert. Als Investor für die Ausgliederung trat der Englische Fonds Rutland Partners auf. Dieser finanzierte die Ausgliederung mit £33 Millionen.
Der Konzern bestand zunächst aus den folgenden Unternehmen:
- Besson (Vollsortimenter für Blechblasinstrumente)
- Buffet Crampon (Holzblasinstrumente)
- Karl Höfner (Streichinstrumente und Gitarren)
- Julius Keilwerth (Saxophone)
- Roderich Paesold (Streichinstrumente und Bögen)
- Rico International (Rohrblätter und Zubehör)
- W. Schreiber & Söhne (Holzblasinstrumente)
- Jakob Winter (Instrumentenkoffer)

Im April 2004 wurde Rico International für 22 Millionen € als erstes Unternehmen der Gruppe verkauft. Danach folgte jeweils der Verkauf der Unternehmen Jakob Winter und Karl Höfner an das jeweilige Management. Diese beiden Verkäufe erzielten aber keinen nennenswerten Umsatz.
Buffet Crampon wurde Juni 2005 für 37,1 Millionen € veräußert.
Im Jahr 2005 konsolidierte The Music Group ihre Holdings weiter auf die Marken Besson sowie Schreiber und Keilwerth. Besson ging im Januar 2006 an Buffet Crampon.